# Belle Delphine
Belle Delphine, właściwie Mary-Belle Kirschner (ur. 23 października 1999 w Kapsztadzie) – brytyjska performerka i osobowość internetowa. W lutym 2025 roku jej kanał na YouTube miał 2,11 mln subskrypcji.

## Życiorys
Urodziła się w Kapsztadzie, następnie przeprowadziła się do Londynu, gdzie kontynuowała naukę, jednak ostatecznie zamieszkała w Hove. W wieku 14 lat zrezygnowała z nauki, następnie pracowała dorywczo jako baristka, niania oraz kelnerka. Równocześnie publikowała swoje zdjęcia w cosplayu na facebookowej stronie, która po trzech latach osiągnęła 100 tys. obserwujących. W wieku 17 lat opublikowała swój pierwszy film na platformie YouTube, przedstawiał on samouczek robienia makijażu; rok później Kirschner zaczęła publikować zdjęcia dla dorosłych na Instagramie.
Popularność uzyskała pod koniec 2018 roku dzięki swoim nagraniom na TikToku, które stały się memami internetowymi; jej wizerunek zaczął się pojawiać na 4chanie i na Reddicie, w szczególności popularny stał się wizerunek Delphine wykonującej ahegao. W czerwcu 2019 roku założyła konto w serwisie Pornhub, gdzie zajęła się trollowaniem; zamieściła w sumie 12 nagrań o prowokacyjnych tytułach, zawierających treści niebędące pornografią – przykładowo w filmie pt. Belle Delphine plays with her PUSSY Delphine głaskała pluszowego kota. Jej nazwisko było w 2019 roku najczęściej wyszukiwanym nazwiskiem na Pornhubie, bowiem było wyszukiwane ponad 30,9 mln razy, znacznie wyprzedzając aktorkę Kim Kardashian (18,8 mln wyszukań) oraz raperkę Cardi B (11,8 mln wyszukań), które w tym zestawieniu uplasowały się odpowiednio na II i III miejscu.
W 2019 roku sprzedawała w swoim sklepie internetowym wodę z wanny pod marką Gamer Girl Bath Water; cena produktu wynosiła 24 funty (ok. 30 dolarów amerykańskich) za słoik, a cały asortyment został wyprzedany ciągu trzech dni. Część kupujących piła tę wodę lub używała ją do celów kulinarnych, a niektóre słoiki z zawartością zostały wystawione na sprzedaż na platformie eBay, osiągając cenę ponad 12 tysięcy funtów. Pojawiły się fałszywe doniesienia, według których ponad 50 osób miało zarazić się opryszczką po wypiciu zakupionej wcześniej wody. Powstał ponadto sklep internetowy, który oferował miał mocz Delphine pod marką Gamer Girl Pee, kosztujący 9999 dolarów za słoik; Belle Delphine poinformowała, że z danym sklepem nie ma nic wspólnego. Po sukcesie sprzedaży wody Delphine sprzedawała prezerwatywy pod marką Gamer Girl Condoms; zapasy wyprzedały się już po dwóch dniach.
19 lipca 2019 roku jej konto na Instagramie zostało usunięte z powodu treści seksualnych (konto miało wówczas ponad 4,5 miliona obserwujących), następnie usunięto konto na TikToku. Delphine tymczasowo zawiesiła działalność internetową, do której powróciła 17 czerwca 2020 roku, publikując na swoim kanale na YouTube nagranie pt. I’M BACK – belle delphine, będące parodią teledysku do utworu Gooba autorstwa rapera 6ix9ine; w ciągu tygodnia przeróbka ta doczekała się ponad 14 milionów odsłon. Delphine założyła nowe konta na Instagramie i TikToku, z czego to pierwsze zostało ponownie usunięte. Temat powrotu youtuberki do działalności internetowej stał się wówczas jednym z głównych tematów na Twitterze.
W 2020 roku założyła konto w serwisie OnlyFans. W listopadzie tegoż roku jej konto na YouTube zostało zablokowane, jednak przywrócono je po odwołaniu się od tej decyzji.

## Życie prywatne
Jej rodzice się rozwiedli. Była w związku partnerskim z Goranem Vigursem.